# PLRG1
PLRG1‏ (Pleiotropic regulator 1) هوَ بروتين يُشَفر بواسطة جين PLRG1 في الإنسان.